# Jean Willes
Pour les articles homonymes, voir Willes.
 (avril 2019).
Si vous disposez d'ouvrages ou d'articles de référence ou si vous connaissez des sites web de qualité traitant du thème abordé ici, merci de compléter l'article en donnant les références utiles à sa vérifiabilité et en les liant à la section « Notes et références ».
Jean Donahue — née le 15 avril 1923 à Los Angeles (Californie), ville où elle est morte le 3 janvier 1989 (dans le quartier de Van Nuys) — est une actrice américaine, connue sous le nom de scène de Jean Willes.

## Biographie
Au cinéma, après un court métrage de 1942, son premier long métrage est Les Anges de miséricorde de Mark Sandrich (1943, avec Claudette Colbert et Paulette Goddard). Blonde apparaissant parfois en brune, elle joue dans quatre-vingt-huit autres films américains — dont de nombreux courts métrages, certains avec Les Trois Stooges —, le dernier étant le western La Chevauchée sauvage de Richard Brooks (1975, avec Gene Hackman et James Coburn).
Entretemps, citons Le Roi et Quatre Reines (1956, avec Clark Gable et Eleanor Parker) et Bungalow pour femmes (1956, avec Jane Russell et Richard Egan) de Raoul Walsh, La police fédérale enquête (1959, avec James Stewart et Vera Miles) et Gypsy, Vénus de Broadway (1962, avec Natalie Wood et Rosalind Russell) de Mervyn LeRoy, L'Inconnu de Las Vegas de Lewis Milestone (1960, avec Frank Sinatra et Dean Martin), ou encore Attaque au Cheyenne Club de Gene Kelly (son avant-dernier film, 1970, avec James Stewart et Henry Fonda).
Pour la télévision, hormis un téléfilm de 1960, Jean Willes contribue surtout à cent-onze séries américaines entre 1951 et 1976 (année où elle se retire), dont Perry Mason (deux épisodes, 1957-1959), Au nom de la loi (quatre épisodes, 1958-1959), Bonanza (quatre épisodes, 1959-1968) et Kojak (son avant-dernière série, un épisode, 1975).
Elle meurt à 65 ans en 1989, d'un cancer du foie.

## Filmographie partielle

### Cinéma
- 1943 : Les Anges de miséricorde (So Proudly We Hail!) de Mark Sandrich : lieutenant Carol Johnson
- 1945 : Le Prix du bonheur  (You Came Along) de John Farrow (non créditée)
- 1945 : Sa dernière course (Salty O'Rourke) de Raoul Walsh : l'autre fille
- 1945 : La Blonde incendiaire (Incendiary Blonde) de George Marshall : patronne de cabaret
- 1947 : L'Étoile des étoiles (Down to Earth) d'Alexander Hall : Betty
- 1949 : Chinatown at Midnight de Seymour Friedman : Alice
- 1950 : Suzy... dis-moi oui (A Woman of Distinction) d'Edward Buzzell : Pearl
- 1950 : La Scandaleuse Ingénue (The Pretty Girl) d'Henry Levin : chorus girl s'enfuyant
- 1950 : Kill the Umpire de Lloyd Bacon : la jolie fille (non créditée)
- 1951 : The Awful Sleuth de Richard Quine (court métrage) : l'épouse de Bert
- 1952 : L'Homme à l'affût (The Sniper) d'Edward Dmytryk : femme dans la rue
- 1952 : Le Sillage de la mort (Torpedo Alley) de Lew Landers : Peggy Moran
- 1952 : Le Fils de visage pâle (Son of Paleface) de Frank Tashlin : Pénélope
- 1953 : Tant qu'il y aura des hommes (From Here to Eternity) de Fred Zinnemann : Annette, réceptionniste du club

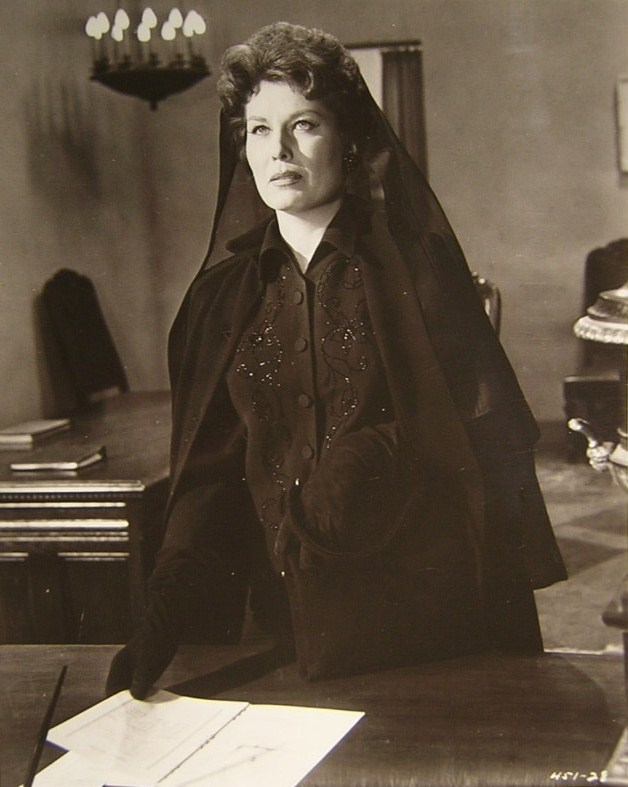
Dans L'Inconnu de Las Vegas (1960, photo promotionnelle)

- 1953 : Le Crime de la semaine (The Glass Web) de Jack Arnold : Sonia
- 1953 : Deux Nigauds chez Vénus (Abbott and Costello Go to Mars) de Charles Lamont : capitaine Olivia
- 1954 : La Terreur des sans-loi (en) (Masterson of Kansas) de William Castle : Dallas Corey
- 1955 : On ne joue pas avec le crime (5 Against the House) de Phil Karlson : Virginia
- 1955 : Gypped in the Penthouse de Jules White (court métrage) : Jane
- 1956 : Le Roi et Quatre Reines (The King and Four Queens) de Raoul Walsh : Ruby McDade
- 1956 : L'Invasion des profanateurs de sépultures (Invasion of the Body Snatchers) de Don Siegel : infirmière Sally Withers
- 1956 : Je reviens de l'enfer (Toward the Unknown) de Mervyn LeRoy : Carmen
- 1956 : Bungalow pour femmes (The Revolt of Mamie Stover) de Raoul Walsh : Gladys
- 1958 : Deux farfelus au régiment (No Time for Sergeants) de Mervyn LeRoy : capitaine des WAF
- 1958 : Désir sous les ormes (Desire Under the Elms) de Delbert Mann : Florence Cabot
- 1959 : La police fédérale enquête (The FBI Story) de Mervyn LeRoy : Anna Sage
- 1959 : Duel dans la boue (These Thousand Hills) de Richard Fleischer : Jen
- 1960 : L'Inconnu de Las Vegas (Ocean's Eleven) de Lewis Milestone : Mme Bergdorf
- 1960 : Elmer Gantry le charlatan (Elmer Gantry) de Richard Brooks : une prostituée
- 1961 : Par l'amour possédé (By Love Possessed) de John Sturges : Junie McCarthy
- 1962 : Gypsy, Vénus de Broadway (Gypsy) de Mervyn LeRoy : Betty Cratchitt
- 1964 : La flotte se mouille (McHale's Navy) d'Edward Montagne : Margot Money
- 1970 : Attaque au Cheyenne Club (The Cheyenne Social Club) de Gene Kelly : Alice
- 1975 : La Chevauchée sauvage (Bite the Bullet) de Richard Brooks : Rosie

### Télévision
(séries, sauf mention contraire)

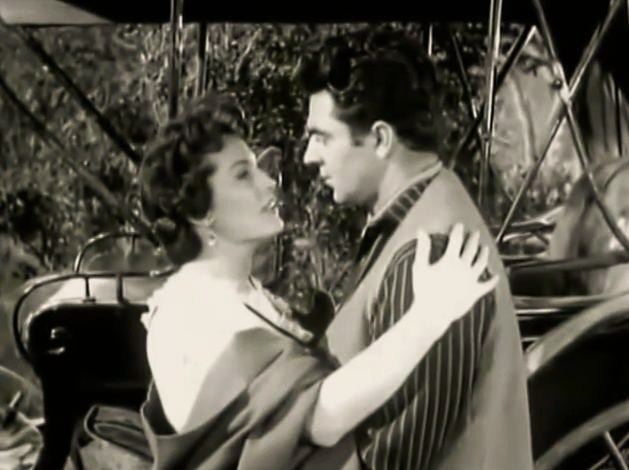
Avec Paul Picerni, dans Histoires du siècle dernier, épisode Rube Burrows (1955)

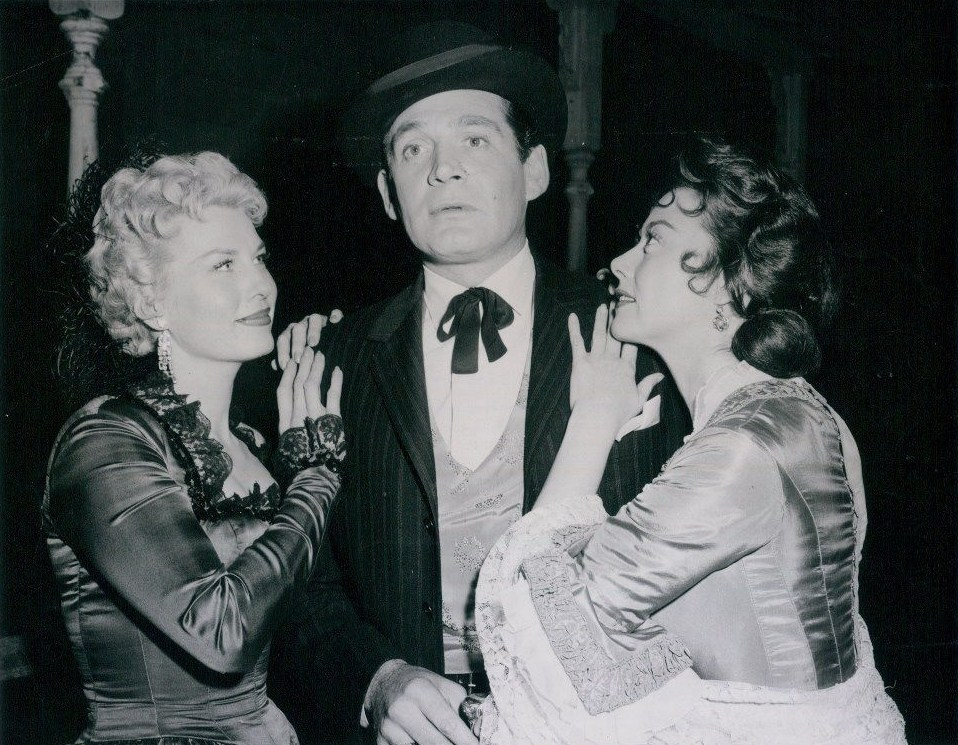
Avec Gene Barry et Adele Mara (à d.), dans Bat Masterson, épisode Double Showdown (1958, photo promotionnelle)

- 1953 : Les Aventures de Superman (Adventures of Superman)
  - Saison 2, épisode 1 Five Minutes to Doom de Thomas Carr : Marion Cummings
- 1955 : Histoires du siècle dernier (Stories of the Century)
  - Saison 2, épisode 9 Rube Burrows de Franklin Adreon : Emma Hutchins
- 1956 : Le Choix de... (Screen Directors Playhouse)
  - Saison unique, épisode 24 Claire de Frank Tuttle : Roberta Lawrence
- 1957-1959 : Perry Mason, première série
  - Saison 1, épisode 8 The Case of the Crimson Kiss (1957) de Christian Nyby : Anita Bonsal
  - Saison 2, épisode 17 The Case of the Romantic Rogue (1959) de William D. Russell : Irene Wallace
- 1958 : Mike Hammer (Mickey Spillane's Mike Hammer), première série
  - Saison 1, épisode 17 Play Belles' Toll de Boris Sagal : Lori Richards
  - Saison 2, épisode 7 Husbands Are Bad Luck de Jus Addiss : Rose Stone
- 1958-1959 : Au nom de la loi (Wanted : Dead or Alive)
  - Saison 1, épisode 12 Ricochet (1958 - Dora Gaines) de Don McDougall, épisode 26 Le Marché (Eager Man, 1959 - Ruth) de Don McDougall et épisode 30 L'Affaire Kovack (The Kovack Affair, 1959 - Meghan Francis) de Thomas Carr
  - Saison 2, épisode 1 Le Petit Joueur (Montana Kid, 1959) de Thomas Carr : Manila Jones
- 1958-1959 : Maverick
  - Saison 1, épisode 19 Day of Reckoning (1958) de Leslie H. Martinson : Lil
  - Saison 3, épisode 7 Full House (1959) : Belle Starr
- 1958-1959 : Bat Masterson
  - Saison 1, épisode 1 Double Showdown (1958) : Lucy Slater
  - Saison 2, épisode 12 The Inner Circle (1959) : Grace Williams
- 1959 : Zorro
  - Saison 2, épisode 24 L'Homme des montagnes (Zorro and the Mountain Man) de Charles Barton, épisode 25 Le Chien des sierras (The Hound of the Sierras) et épisode 26 La Chasse à l'homme (Manhunt) : Carlotta
- 1960 : The Slowest Girl in the West, téléfilm d'Herschel Daugherty : Kathy McQueen
- 1960 : La Grande Caravane (Wagon Train)
  - Saison 3, épisode 35 The Charlene Brenton Story de Virgil W. Vogel : Flo
- 1961 : Peter Gunn
  - Saison 3, épisode 28 The Murder Bond de Robert Altman : Mme Cully
- 1961 : La Quatrième Dimension (The Twilight Zone)
  - Saison 2, épisode 28 Y a-t-il un Martien dans la salle ? (Will the Real Martian Please Stand Up?) : Ethel McConnell
- 1962 : Cheyenne
  - Saison 7, épisode 10 Vengeance Is Mine de Robert Sparr : Meg Stevens
- 1963 : Adèle (Hazel)
  - Saison 2, épisode 16 The Sunshine Girls Quartet de William D. Russell : Mlle Dunbar
- 1963 : Suspicion (The Alfred Hitchcock Hour)
  - Saison 1, épisode 32 Death of a Cop de Joseph M. Newman : Eva
- 1963 : 77 Sunset Strip
  - Saison 6, épisode 14 Paper Chase : Francie Vollmer
- 1963-1965 : Sur le pont, la marine ! (McHale's Navy)
  - Saison 1, épisode 14 Send Us a Hero (1963) de Sidney Lanfield : la congressiste Clara Carter Clarke
  - Saison 3, épisode 24 The Return of Maggie (1965) de Charles Barton : Maggie Monohan
- 1964 : Les Monstres (The Munsters)
  - Saison 1, épisode 9 Tiens, voilà Charlie ! (Knock Wood, Here Comes Charlie) de Lawrence Dobkin : Mme Cartwright
- 1965 : Les Aventuriers du Far West (Death Valley Days)
  - Saison 13, épisode 14 A Bell for Volcano : Maggie
- 1966 : Le Virginien (The Virginian)
  - Saison 4, épisode 30 The Mark of a Man : Lily Duval
- 1959-1968 : Bonanza
  - Saison 1, épisode 14 The Sisters (1959) de Christian Nyby : Amelia Terry
  - Saison 5, épisode 18 The Gentleman from New Orleans (1964) de Don McDougall : Molly Travers
  - Saison 6, épisode 28 A Good Night's Rest (1965) de William F. Claxton : Jenny Jenkins
  - Saison 9, épisode 23 Star Crossed (1968) de William F. Claxton : Mme O'Brien
- 1975 : Kojak, première série
  - Saison 2, épisode 20 Vengeance de femme (Elegy in an Asphalt Graveyard) de Christian Nyby : Savannah